# رامون دي كينتانا
رامون دي كينتانا (بالإسبانية: Ramón de Quintana) هو لاعب كرة قدم إسباني في مركز الدفاع، ولد في 6 فبراير 1972 في جرندة في إسبانيا. شارك مع منتخب إسبانيا تحت 19 سنة لكرة القدم ومنتخب إسبانيا تحت 20 سنة لكرة القدم ومنتخب إسبانيا تحت 21 سنة لكرة القدم ومنتخب كاتالونيا لكرة القدم. أما مع النوادي، فقد لعب مع أوساسونا ورايو فايكانو ونادي قادش ونادي مريدا.

## وصلات خارجية
- رامون دي كينتانا على موقع الاتحاد الدولي (مؤرشف)  (الإنجليزية)
- رامون دي كينتانا على موقع قاعدة بيانات كرة القدم.إي يو (الإنجليزية)
- رامون دي كينتانا على موقع عالم كرة القدم.نت (الإنجليزية)